# Tomoderus indicus
Tomoderus indicus es una especie de coleóptero de la familia Anthicidae.

## Distribución geográfica
Habita en la India.